# Fawzi Al-Issawi
Fawzi Omar Ahmed Al-Issawi (ar. فوزي العيساوي; ur. 27 lutego 1960 w Bengazi) – libijski piłkarz grający na pozycji ofensywnego pomocnika. W swojej karierze grał w reprezentacji Libii.

## Kariera klubowa
Całą swoją karierę piłkarską Al-Issawi spędził w klubie Al-Nasr Bengazi. Zadebiutował w nim w 1976 roku i grał w nim do 1997 roku. Wraz z Al-Ahly wywalczył mistrzostwo Libii w sezonie 1986/1987 oraz zdobył cztery Puchary Libii w sezonach 1977/1978, 1981/1982, 1983/1984 i 1996/1997.

## Kariera reprezentacyjna
W reprezentacji Libii Al-Issawi zadebiutował w 1977 roku. W 1982 roku powołano go do kadry na Puchar Narodów Afryki 1982. Zagrał w nim w pięciu meczach: grupowych z Ghaną (2:2), w którym strzelił gola, z Tunezją (2:0) i z Kamerunem (0:0), półfinałowym z Zambią (2:1) i finałowym z Ghaną (1:1, k. 6:7). Z Libią wywalczył wicemistrzostwo Afryki. W kadrze narodowej grał do 1989 roku.